# Labyrinth of the Demon King
Labyrinth of the Demon King — компьютерная игра в жанре survival horror, разработанная новозеландским программистом Дж. Р. Хьюдеполом и изданная Top Hat Studios. Выпуск состоялся 13 мая 2025 года.

## Игровой процесс
Labyrinth of the Demon King представляет собой компьютерную игру в жанре survival horror с видом от первого лица. Игрок берёт на себя роль неизвестного воина в постапокалиптической феодально Японии. Цель главного героя — найти и уничтожить Короля демонов (англ. Demon King), который предал своего господина. Герой вооружён катаной, которой сражается с противниками по ходу путешествия по подземельям. Во время сражений тратится выносливость, которую нужно копить для нанесения новых ударов. Также игроку необходимо решать различные головоломки, а окружающий мир будет раскрывать историю окружающего мира.
По ходу игры можно улучшать своё оружие и сражаться молотом, большим мечом и даже огнестрельным оружием. Разные виды оружия имеют разную скорость атаки и расход выносливости. Также игрок может использовать талисманы, которые дают бонусы к атаке и защите.

## Разработка и выпуск
Labyrinth of the Demon King создавалась инди-разработчиком из Новой Зеландии Дж. Р. Хьюдеполом. Игра была выпущена компанией Top Hat Studios 13 мая 2025 года в интернет-магазине Steam.

## Восприятие
| Сводный рейтинг    | Сводный рейтинг |
| Агрегатор          | Оценка          |
| ------------------ | --------------- |
| Metacritic         | 71/100          |
| OpenCritic         | 71/100 (45 %)   |
| «Критиканство»     | 77/100          |
| Иноязычные издания |                 |
| Издание            | Оценка          |
| Nintendo Life      | [ 7 ]           |
| PC Gamer (US)      | 81/100          |
| Bloody Disgusting  | [ 3 ]           |
| Siliconera         | 7/10            |

Игра получила смешанные отзывы на сайте-агрегаторе рецензий Metacritic, набрав 71 балл из 100 на основании 7 обзоров игровой прессы.
Журналист издания PC Gamer Шон Прескотт высоко оценил Labyrinth of the Demon King и предположил, что в 2025 году игра будет «мощным и странным хоррором». Рецензент высоко оценил простую низкополигональную графику игры, которая способна вызвать страх у игрока.
Рецензенты сравнили аудиовизуальный стиль игры с серией Silent Hill и Fatal Frame. Однако журналист издания Bloody Disgusting называет смесь из разных источников вдохновения «непохожим» на что-либо.